# Lima Felner
Rodrigo José de Lima Felner (1809 — Lisboa, Novembro de 1877), mais conhecido por Lima Felner, foi um escritor, historiador e académico português. Foi membro da Academia Real das Ciências de Lisboa à qual foi admitido em 28 de Julho de 1855.
Entre muitas outras obras, foi autor da memória Nome verdadeiro do portuguez João Fernandes Vieira, publicada em 1873, em que se prova que o madeirense João Fernandes Vieira ao sair daquela ilha em 1624, trocou o nome de Francisco de Ornelas Moniz pelo de João Fernandes Vieira, que usou até à morte.
Lima Felner faleceu em Lisboa, em Novembro de 1877.